# Maciej Klekowski
Maciej Klekowski (ur. 5 września 1992 w Częstochowie) – polski szachista, arcymistrz od 2020.

## Kariera szachowa
Wielokrotnie startował w finałach mistrzostw Polski juniorów w różnych kategoriach wiekowych, największy sukces odnosząc w 2008 r. w Łebie, gdzie zdobył brązowy medal w kategorii do 16 lat. W 2008 r. podzielił II m. (za Mirosławem Grabarczykiem, wspólnie m.in. z Bogdanem Grabarczykiem i Piotrem Dobrowolskim) w otwartym turnieju w Kołobrzegu, był również uczestnikiem mistrzostw Europy juniorów do 16 lat w Hercegu Novim (27. miejsce). W 2011 r. zwyciężył w dwóch ogólnopolskich turniejach, rozegranych w Tarnowskich Górach oraz w Chorzowie. W 2012 r. podzielił I m. w międzynarodowych mistrzostwach Krakowa, natomiast w Bydgoszczy zdobył tytuł wicemistrza Polski w szachach błyskawicznych. W 2014 r. zdobył w Katowicach złoty medal Akademickich Mistrzostw Polski. W 2015 r. zadebiutował w finale indywidualnych mistrzostw Polski, zdobywając srebrny medal.
Najwyższy ranking w dotychczasowej karierze – 2515 punktów – osiągnął 1 stycznia 2020 r..